# Liste der Monuments historiques in Fontaine-lès-Dijon
Die Liste der Monuments historiques in Fontaine-lès-Dijon führt die Monuments historiques in der französischen Gemeinde Fontaine-lès-Dijon auf.

## Liste der Immobilien
| Bezeichnung                     | Beschreibung | Standort                    | Kennzeichnung | Schutzstatus | Datum | Bild           |
| ------------------------------- | --- | --------------------------- | ------------- | ------------ | ----- | -------------- |
| Kloster und Basilika St-Bernard | Klosteranlage am Geburtsort des heiligen Bernhard von Clairvaux; Eingangsturm und Kapellen, 17. Jahrhundert, mit Verbindungsgang aus dem 19. Jahrhundert; im Park Portal des Feullantenklosters aus dem 17. Jahrhundert | Place des Feuillants (Lage) | PA00112467    | Inscrit      | 1988  | weitere Bilder |
| Kirche St-Bernard               | aus dem 15. Jahrhundert | Place des Feuillants (Lage) | PA00112468    | Inscrit      | 1945  | weitere Bilder |

## Liste der Objekte
| Bezeichnung                                                     | Beschreibung | Standort                        | Kennzeichnung | Schutzstatus | Datum | Bild           |
| --------------------------------------------------------------- | --- | ------------------------------- | ------------- | ------------ | ----- | -------------- |
| Skulptur Heiliger Bernhard von Clairvaux (1)                    | Kalkstein, farbig gefasst, wohl nach 1462, Antoine Le Moiturier zugeschrieben | in der Kirche St-Bernard (Lage) | PM21001246    | Classé       | 1907  | weitere Bilder |
| Altar                                                           | Altartisch, Retabel und Skulpturengruppe Pietà; Kalkstein, weiß gefasst, bezeichnet 1531                                                                                         | in der Kirche St-Bernard (Lage) | PM21001247    | Classé       | 1944  | weitere Bilder |
| Skulptur Unterweisung Mariens                                   | Kalkstein, ehemals farbig gefasst, zweite Hälfte des 16. Jahrhunderts | in der Kirche St-Bernard (Lage) | PM21001248    | Classé       | 1936  | weitere Bilder |
| Gedenktafel an eine Altarstiftung                               | Kalkstein, bezeichnet 1530 | in der Kirche St-Bernard (Lage) | PM21001249    | Classé       | 1938  |                |
| Glocke Humberte-Claudine                                        | Bronze, 1578 gegossen | in der Kirche St-Bernard (Lage) | PM21001250    | Classé       | 1943  |                |
| Skulpturengruppe Heilige Dreifaltigkeit                         | Kalkstein, farbig gefasst, Anfang des 16. Jahrhunderts | in der Kirche St-Bernard (Lage) | PM21001252    | Classé       | 1944  | weitere Bilder |
| Gemälde Dankopfer Noahs                                         | Ölfarbe auf Leinwand, um 1590 von Nicolas de Hoey; nach Raffael | im Pfarrhaus (Lage)             | PM21001253    | Classé       | 1980  |                |
| Gemälde Abraham und die drei Engel                              | Ölfarbe auf Leinwand, um 1590 von Nicolas de Hoey; nach Jan und Adriaen Collaert                                                                                                 | im Pfarrhaus (Lage)             | PM21001254    | Classé       | 1980  |                |
| Wappenstein                                                     | Kalkstein, zweite Hälfte des 16. Jahrhunderts | außen am Pfarrhaus (Lage)       | PM21001255    | Classé       | 1980  |                |
| Takenplatte                                                     | mit dem Wappen von J. Le Hardi de la Trousse; Gusseisen, bezeichnet 1680 | im Pfarrhaus (Lage)             | PM21001256    | Classé       | 1980  |                |
| Reliquienbüste des heiligen Bernhard                            | Holz, farbig gefasst, 17. Jahrhundert | in der Kirche St-Bernard (Lage) | PM21003040    | Classé       | 1999  |                |
| Reliquiar mit einem Teil des Sterbelagers des heiligen Bernhard | Holz, Glas, 19. Jahrhundert | in der Kirche St-Bernard (Lage) | PM21003041    | Classé       | 1999  |                |
| Büste Heiliger Ambrosinianus                                    | Holz, farbig gefasst und vergoldet, 18. Jahrhundert; im Musée d’art sacré de Dijon deponiert                                                                                     | in der Kirche St-Bernard (Lage) | PM21003042    | Classé       | 1999  |                |
| Reliquiar mit dem Gürtel des heiligen Bernhard                  | Kupfer, vergoldet, 19. Jahrhundert; im Musée d’art sacré de Dijon deponiert | in der Kirche St-Bernard (Lage) | PM21003043    | Classé       | 1999  |                |
| Großer Reliqiar des heiligen Bernhard                           | Reliquienmonstranz; Glas, Bronze, versilbert und vergoldet, Email, 1881, Goldschmied Thomas-Joseph Armand-Calliat, Maler Gaspard Poncet; im Musée d’art sacré de Dijon deponiert | in der Kirche St-Bernard (Lage) | PM21003044    | Classé       | 1999  |                |
| 30 Kirchenbänke                                                 | Holz, 18. oder frühes 19. Jahrhundert | in der Kirche St-Bernard (Lage) | PM21003361    | Inscrit      | 1972  |                |
| Büste Heiliger Bernhard von Clairvaux                           | Keramik, bemalt, 1765, Bildhauer Paul Barolet; aus der Zisterzienserinnenabtei Molaise in Écuelles; im Musée d’art sacré de Dijon deponiert                                      | in der Kirche St-Bernard (Lage) | PM21003916    | Inscrit      | 1991  |                |
| Sockel mit Wappen                                               | Kalkstein, farbig gefasst, zweite Hälfte des 15. Jahrhunderts | in der Kirche St-Bernard (Lage) | PM21003618    | Inscrit      | 1991  |                |
| Antependium Ankunft des heiligen Bernhard in Citeaux            | Tapisserie auf Leinwand, 18. oder 19. Jahrhundert; nach Giuseppe Passeri; im Musée d’art sacré de Dijon deponiert                                                                | in der Kirche St-Bernard (Lage) | PM21003917    | Inscrit      | 1991  |                |
| Skulptur Heiliger Bernhard von Clairvaux (2)                    | Aufsatz eines Prozessionsstabs; Holz, vergoldet, 16. Jahrhundert; im Musée d’art sacré de Dijon deponiert                                                                        | in der Kirche St-Bernard (Lage) | PM21003918    | Inscrit      | 1991  |                |
| Skulptur eines lesenden Mönchs                                  | Holz, farbig gefasst, 16. Jahrhundert; im Musée d’art sacré de Dijon deponiert                                                                                                   | in der Kirche St-Bernard (Lage) | PM21003919    | Inscrit      | 1991  |                |
| Altarkreuz                                                      | Kupfer, versilbert, 17. Jahrhundert; im Musée d’art sacré de Dijon deponiert | in der Kirche St-Bernard (Lage) | PM21003920    | Inscrit      | 1991  |                |
| Skulpturengruppe Monstranz zwischen zwei Engeln                 | Aufsatz eines Prozessionsstabs; Holz, vergoldet, bezeichnet 1732; im Musée d’art sacré de Dijon deponiert                                                                        | in der Kirche St-Bernard (Lage) | PM21003921    | Inscrit      | 1991  |                |
| Drei Kerzenständer                                              | Kupfer oder Bronze, 17. Jahrhundert; im Musée d’art sacré de Dijon deponiert | in der Kirche St-Bernard (Lage) | PM21003922    | Inscrit      | 1991  |                |
| Skulptur Heiliger Sebastian                                     | Holz, farbig gefasst, 16. Jahrhundert | in der Kirche St-Bernard (Lage) | PM21003923    | Inscrit      | 1991  |                |
| Wandvertäfelung und Kamineinfassung                             | Holz, bemalt, Porphyr, 18. Jahrhundert | im Pfarrhaus (Lage)             | PM21003615    | Inscrit      | 1980  |                |
| Retabel                                                         | Stein, 16. Jahrhundert | in der Kirche St-Bernard (Lage) | PM21005179    | Classé       | 1993  |                |
| Skulptur Heiliger Ambrosinianus                                 | Holz, zweite Hälfte des 16. Jahrhunderts | in der Kirche St-Bernard (Lage) | PM21005442    | Inscrit      | 2020  |                |
| Skulptur Heiliger Blasius                                       | Stein, 16. Jahrhundert | in der Kirche St-Bernard (Lage) | PM21005443    | Inscrit      | 2020  | weitere Bilder |
| Skulptur Heiliger Claudius                                      | Stein, 16. Jahrhundert | in der Kirche St-Bernard (Lage) | PM21005444    | Inscrit      | 2020  | weitere Bilder |
| Grabstein für Pierre Chauchier                                  | Stein, bezeichnet 1545 | in der Kirche St-Bernard (Lage) | PM21005445    | Inscrit      | 2020  |                |
| Kommuniontisch                                                  | Schmiedeeisen, 18. Jahrhundert | in der Kirche St-Bernard (Lage) | PM21005446    | Inscrit      | 2020  |                |
| Glocke Bernarde-Aleth                                           | Bronze, 1686 gegossen | in der Kirche St-Bernard (Lage) | PM21005447    | Inscrit      | 2020  |                |
| Glocke Brigide-Ombeline                                         | Bronze, 1633 gegossen | in der Kirche St-Bernard (Lage) | PM21005448    | Inscrit      | 2020  |                |